# ميل مي-34
ميل مي-34 (لقب تعريف الناتو:Hermit) هي مروحية روسية الصنع خفيفة متعددة الأغراض. وتم تصميمها في مكتب ميل للتصاميم بديلا للمروحيتين «مي -1» و«مي – 2». وقامت المروحية باول تحليق تجريبي لها عام 1986. ثم بدأ معمل الطيران في مدينة ارسينيف بتصنيعها على دفعات. وتستخدم المروحية لغرض التدريب وممارسة الرياضة. وقامت شرطة موسكو بشراء عدة طائرات من هذا النوع.
المواصفات الفنية
- الطاقم:1 أو 2
- عدد الركاب: 2 -3 ركاب
- السرعة القصوى: 220 كم في الساعة
- السرعة الاقتصادية: 180 كم

نصف قطر الطيران: 150 كم
- الارتفاع الأقصى للطيران: 4,500 متر
- القدرة: 270 حصان
- الوزن الأقصى لدى الإقلاع: 1350 كجم
- قطر المروحة الأساسية 10 امتار
- طول الجسم 8.713 متر
- عرض الجسم 1.42 متر